# からすの赤ちゃん
からすの赤ちゃん（からすのあかちゃん）は、作詞・作曲とも海沼實（かいぬま みのる、1909年（明治42年）1月31日－1971年（昭和46年）6月13日）の作った童謡。作詞作曲とも本人が手掛けた数少ない作品の一つ。

## 概要
海沼實は1932年（昭和7年）に上京して、東洋音楽学校（現：東京音楽大学）に学び、護国寺に音羽ゆりかご会を創設し、最初の大ヒット「お猿のかごや」（1938年（昭和13年）作詞：山上武夫）を出しながらも、同郷の作曲家草川信に師事して作曲を学んだ。「からすの赤ちゃん」は、もともと三苫やすし作詞の「なぜな啼くの」に作曲するも、細田義勝による作品が一足先に世に出てしまったため、同作品に即興的な作詞を施して発表したもの。発表時は三苫に遠慮して作詞者名に矢島邦子としているが、これは母方の叔父に当たる矢島邦をもじったもの。戦後に音羽ゆりかご会によって改めてレコード化されて大ヒットとなった。

## その他
- 東京都文京区大塚5-10護国寺境内に1973年（昭和48年）音羽ゆりかご会が海沼實の三回忌に建立した楽譜付きの歌碑がある。
- 海沼實に心酔していた忌野清志郎がこの歌をカバーして以来、ロック指向の若者にも人気が出た